# HD 124448
HD 124448 (V821 Centauri) ist ein Stern in einer Entfernung von ca. 5000 Lichtjahren. Er wurde 1942 vom Astronomen Daniel Popper als erster Vertreter der extremen Heliumsterne erkannt, womit er auch zu den pekuliären Sternen gehört. Die Spezialität dieser Sterne ist, dass in ihren Spektren kein Wasserstoff nachgewiesen werden kann, aber starke Linien von Helium, Kohlenstoff und Sauerstoff, wodurch diese Sterne den Weißen Zwergen ähneln. Sie sind allerdings im Gegensatz zu Weißen Zwergen noch aktiv und sind entsprechend wesentlich größer und leuchtkräftiger.
Dieser Stern zeigt wesentlich geringere Pulsationen als der extreme Heliumstern PV Telescopii und wird deshalb nicht unbedingt zu den Pulsationsveränderlichen Sternen gezählt.
Neue Messungen der Gaia-Sonde deuten mit hoher Wahrscheinlichkeit an, dass der Stern deutlich weiter entfernt ist als zunächst gedacht. Auswertungen der Hipparcos-Daten durch van Leeuwen 2007 hätten auf eine Entfernung von 1500 Lichtjahren hingedeutet, die neueren Daten in Gaia DR2, sowie auch Gaia EDR3 deuten auf über 5000 Lichtjahre Entfernung hin bei weiterhin hoher Fehlermarge.